# Бураново (Новосибірська область)
Бураново (рос. Бураново) — село у Черепановському районі Новосибірської області Російської Федерації.
Входить до складу муніципального утворення Огнево-Заїмковська сільрада. Населення становить 312 осіб (2010).

## Історія
Згідно із законом від 2 червня 2004 року органом місцевого самоврядування є Огнево-Заїмковська сільрада.

## Населення
| 2002 | 2007 | 2010 |
| ---- | ---- | ---- |
| 397  | ↗424 | ↘312 |